# 19-2
19-2 é uma série de televisão franco-canadense de drama policial criada e estrelada por Claude Legault e Réal Bossé para o canal Ici Radio-Canada Télé de Montreal. A série se tornou muito popular entre o público na faixa de 25-54 anos. Desta forma, o canal a cabo Bravo decidiu produzir um remake falado em inglês. Com dez episódios, sua primeira temporada estreou no país em 29 de janeiro de 2014.

## Enredo
A história acompanha as atividades de dois policiais: "Nick" Berrof (Réal Bossé) veterano que perdeu seu antigo parceiro em um tiroteio, e "Ben" Chartier (Claude Legault) policial do interior que tenta refazer sua vida na cidade grande.

## Elenco
- Claude Legault ... Benoît "Ben" Chartier
- Réal Bossé ... Nicolaï "Nick" Berrof
- Benz Antoine ... Tyler Joseph
- Véronique Beaudet ... Bérengère Hamelin
- Sylvain Marcel ... Sargento Julien Houle
- Catherine Bérubé ... Audrey Pouliot
- Vincent Graton ... Jean-Pierre Harvey
- Julie Perreault ... Sargento-detective Isabelle Latendresse
- Louis Philippe Dandenault ... Jean-Marc Brouillard
- Fred-Éric Salvail ... Vincent "Vince" Légaré
- Jean Petitclerc ... Marcel Gendron
- Robert Naylor ... Théo
- Magalie Lépine Blondeau ... Amélie De Grandpré
- Fanny Mallette ... Catherine
- Louise Portal ... Marie-Louise
- Marc-François Blondin ... Sylvio